# 薩摩斯島的赫拉神廟
薩摩斯島的赫拉神廟（Heraion of Samos）是希臘的一座神廟遺址，位於薩摩斯島上。赫拉神廟位於畢達哥利翁以西6公里處。在希臘神話中，薩摩斯島是赫拉的出生地。赫拉神廟在歷史上修建過多次，第一座神廟修建於約西元前750年，在約西元前670年時因洪水被毀，之後神廟很快得到重建。第三期神廟則修建於西元前570年，規模遠超過之前的神廟，但在西元前540年時被毀。第四期神殿則最後未能完成。現在赫拉神廟僅留有一根柱子。赫拉神廟中1992年被評為世界文化遺產。